# 바른연애 길잡이
《바른연애 길잡이》는 남수 작가가 네이버 웹툰에서 매주 화요일 연재하고 있는 로맨틱 코미디 만화이다. 2017 <청춘로맨스 대전> 최우수상을 수상한 작품이며, 2019년 12월 2일부터는 3개월 간 휴재를 하였다.

## 줄거리
바른생활 만렙인 여주 '정바름'이 유일하게 못하는 연애에 도전하면서 연애 스탯을 향상시키는 이야기를 그린 웹툰이다.

## 등장인물

### 주요인물
- 정바름(21세)
여자 주인공이다. 경영학과 2학년이며, 이름처럼 바른 성격의 소유자로 플래너로 일정을 세우고 그것을 완수하는 낙으로 사는 인물이다. 좋아하는 선배 재현을 따라 씨언어가 씨블씨블이라는 동아리에 들어간다. 현재는 유연의 연인이다.
- 나유연(24세)
메인 남자 주인공이다. 경영학과 3학년이며, 게임은 무척 좋아하고, 대학 생활은 대충하는 것 같으면서 F는 없는 사람이다. 귀여운 여자 캐릭터로 게임을 하는 것을 바름에게 들켜 입조심 시킨다. 현재는 바름의 남자친구이다.
- 신재현(24세)
서브 남주인공이다. 프로그래밍 동아리 씨언어가 씨블씨블의 동아리장인 인물이다. 바름을 프로그래밍 동아리로 들어오게 만든 장본인이며, 정바름의 구 짝사랑 상대이다.
- 강도은(21세)
정바름의 절친이다. 준혁과 권태기로 헤어진 탓에 연애를 시작하는 것에 두려움을 느낀다. 하남이와 같은 카페에서 일하는 중이다. 하남이가 있는 동아리에 가입했다.별명은 깡도.
- 박하남(20세)
바름, 유연, 재현의 동아리 후배이다. 강도은을 짝사랑 중이다. 군대를 제대했다.

### 그 외 인물
- 김준혁
도은의 전 남자친구.
- 구아름
재현, 유연의 친한 누나이자 바름과 친한 대학교 선배.
- 김민석
아름의 전 남자친구.
- 임유별
유연의 동생, 바름의 과외 학생, 재윤과 연애중
- 신재윤
재현의 남동생, 임유별의 남자친구이다.
- 홍나래
동아리 멤버, 서진과 연인.
- 윤서진
동아리 멤버, 나래와 연인.
- 한동준
바름을 짝사랑하는 고등학교 동창.
- 권나경
유연과 같은 회사 동기.

## 에피소드
- 01 - 바름이 재현에게 반해 프로그래밍 동아리(씨언어가 씨블씨블)에 들어감.
- 02 - 동아리에서 바름과 유연 처음으로 만나게 됨.
- 03 - 유연이 RPG게임 캐릭터가 귀여운 여자캐릭터인것을 바름이 목격하면서 둘이 엮이기 시작함.
- 04 - 앞서 언급한 사건으로 술자리에서 둘이 다투게 됨.
- 05 - 유연과는 사이가 점점 나빠지고, 재현과는 사이가 점점 좋아짐.
- 06 - 재현, 유연, 바름 셋이서 라멘을 먹으러 감, 그 과정에서 바름이 재현을 좋아한다는 사실을 유연이 알게 됨.
- 07 - 바름의 약점을 잡은 유연은 거래를 제안함. (재현과 잘 되게 도와주는 대신 바름이 그때 본 장면은 비밀로 해달라는 내용.)
- 08 - 아름이 프로그래밍 동아리의 멘토로 들어오게 됨.
- 09 - 유연은 모든 일에 필사적인 바름을 보면서 관심을 갖게 됨.
- 10 - 바름과 유연은 PC방에서 게임을 하면서 가까워짐. 한편 준혁과 도은은 관계에 대해 권태기를 느낌
- 11 - 동아리 부원들이 바름과 유연 사이를 오해함. 이 사건으로 시무룩해진 바름을 재현이 위로해줌.
- 12 - 유난히 바름을 챙기는 유연을 보고 재현은 유연이 바름에게 관심이 있다는 것을 눈치챔.
- 13 - 재현은 바름을 보며 과거 아름을 바라보던 자신의 모습을 떠올림.
- 14 - 유연은 바름에 대한 자신의 감정을 고민하기 시작함. 바름은 재현과 기초 스터디를 하면서 유연을 떠올림.
- 15 - 준혁과의 관계 때문에 힘들어하는 도은을 바름이 위로해줌. 그 모습을 보면서 재현은 바름에게 호감을 느낌.
- 16 - 인디밴드 콘서트에서 도은의 모습을 본 하남은 첫눈에 반하게 됨.
- 17 - 유연과 바름은 카페에서 이야기하면서 가까워짐. 둘이 동아리에서 같은 팀으로 확정됨.
- 18 - 팀 확정 기념 회식에서 바름은 재현을 보며 도은이 말했던 썸 기류를 느낌. 유연은 속 쓰려하는 바름을 챙겨줌.
- 19 - 유연은 하남이 바름을 좋아한다고 착각하게 됨. 바름을 따라간 하남은 카페에서 일하던 도은과 재회함.
- 20 - 도은은 과거 준혁과 행복했던 시절을 떠올림. 하남은 도은의 기억에 남는 사람이 되자고 다짐함. 재현은 바름에게 샌드위치를 만들어줌.
- 21 - 유연이 바름에게 연애 조언을 해줌. 바름의 모습을 보면서 유연은 연애 감정을 느낌.
- 22 - MT 자료 조사로 고생하는 바름을 아름이 도와줌. 아름의 제안으로 넷이 영화 약속을 잡음.
- 23 - 하남은 도은을 만나기 위해 일하는 카페로 찾아감. 바름은 영화관에서 재현과 아름의 모습을 보고 자신감이 떨어짐. 영화관에서 유연은 바름의 모습에 설렘.
- 24 - 재현은 바름이를 어떻게 생각하냐는 아름의 질문에 바름을 의식하기 시작함.
- 25 - 바름은 재현과의 관계로 고민함. 도은은 바름을 찾으려다가 자신 몰래 동아리 활동을 하는 준혁을 발견함.
- 26 - 재현과 유연이 바름을 의식함. 도은은 준혁과 다투고 울면서 계단을 내려오던 중 하남과 마주침.
- 27 - MT 가는 버스에서 바름의 옆자리에 타려는 하남을 유연이 저지함. 재현이 바름의 옆자리에 탐.
- 28 - 버스에서 재현은 바름과 닮은 강아지 사진을 보여주며 바름에게 귀엽다고 말함. 바름은 용기를 내어 재현에게 아름을 어떻게 생각하는지 물어봄.
- 29 - 바름은 재현이 과거에 아름을 좋아했었다는 말을 듣고 심란함을 느낌. 그런 바름을 유연이 위로해줌.
- 30 - 동아리 일행은 게임회사에 방문하여 민석(아름의 남자친구)이 하는 강연을 들음.
- 31 - 재현은 게임 업계에서 일하는 민석과 본인을 비교하며 씁쓸한 기분을 느낌.
- 32 - 바름은 유연과 함께 귀여운 RPG 게임 캐릭터와 사진을 찍으면서 즐거운 시간을 보냄. 재현은 아름에 대한 마음을 완전히 접음.
- 33 - 도은은 준혁과의 문제로 고민함. 재현은 자꾸 바름에게 시선이 향함.
- 34 - 재현은 동아리 부원의 숫자가 지속적으로 줄어들자 자책함. 바름은 그런 재현을 위로해주고, 재현은 바름에게 설렘을 느낌.
- 35 - 바름은 도은에게 안 좋은 일이 생겼다는 것을 직감함. 아름은 유연의 시선이 바름을 향한다는 사실을 눈치챔.
- 36 - 유연은 일찍 집으로 돌아가는 바름을 바래다줌. 유연은 바름의 한마디 한마디에 기분이 좌지우지 된다는 것을 느끼고 자신의 감정을 인정함.
- 37 - 바름은 도은을 위로해주기 위해 밥 먹으러 가자는 유연의 제안을 거절함. 갑작스럽게 약속이 취소되고 바름이 유연에게 연락하려는 순간 재현이 점심을 먹자고 제안함.
- 38 - 재현과의 점심을 위해 국밥집에 들어간 바름은 혼밥 중인 유연과 마주침. 유연은 자신의 제안을 거절하고 재현과 점심약속을 잡은 바름을 보고 서운함을 느낌.
- 39 - 유연은 과제도 바름과의 관계도 잘 풀리지 않아 답답함을 느낌.
- 40 - 유연의 제안으로 유연과 바름, 도은 셋이서 조별 과제를 진행하게 됨. 도은은 준혁과 헤어짐.
- 41 - 하남은 도은을 찾아가 남자친구가 있냐고 물어봄. 도은은 하남의 모습을 보며 준혁과의 기억을 떠올림.
- 42 - 바름은 도은의 문제로 밤새 고민함. 재현은 피곤해보이는 바름을 챙겨줌.
- 43 - 바름은 본인의 마음을 몰라주는 도은에게 섭섭함을 느끼고 다투게 됨. 눈물을 참는 바름의 모습을 본 유연은 밤새 깨어있겠다며 연락하라고 말함.
- 44 - 유연은 밤새 바름에게 연락하며 위로해줌. 재현은 저녁식사 약속을 지키기 위해 바름과 만남.
- 45 - 바름은 스트레스와 피로가 쌓여 발표 때 실수를 하지만 유연의 도움으로 위기를 모면함. 바름은 재현과의 저녁 식사에서도 일이 잘 풀리지 않아 속상해함.
- 46 - 재현은 바름이 평소와 다른 것을 눈치채고 오락실로 데려가 인형을 선물해줌.
- 47 - 일하는 카페에서 도은과 재현은 각기 다른 문제로 한숨을 쉼. 바름은 점점 컨디션이 악화되어 약으로 꾸역꾸역 버팀.
- 48 - 동아리 부원들은 도촬한 사진을 가지고 바름과 재현의 관계를 의심하며 술렁거림. 재현은 그런 부원들에게 화를 냄. 바름은 겨우 버티던 체력이 무너져 쓰러짐.
- 49 - 도은은 바름이 쓰러졌다는 소식을 듣고 급하게 응급실로 향함. 시간이 지나 바름이 깨어나고 두 사람은 대화를 통해 화해하게 됨.
- 50 - 유연과 재현은 바름이 쓰러졌을 때 상황을 떠올림. 유연은 평소와 달리 크게 동요하는 재현의 모습을 보고 바름때문이냐고 물어보고, 재현은 그렇다고 대답함.
- 51 - 재현은 건강이 좋지 않은 바름을 위해 커피 대신 다른 음료를 주며 챙겨줌. 재현과 PC방에 가려는 바름을 눈치챈 유연은 자신과 가자고 제안함.
- 52 - 바름은 평소와 다른 유연의 분위기에 당황함. 유연은 걸려온 전화를 받고 급하게 집으로 가 바름과의 약속을 지키지 못함. 바름은 재현에게 PC방에 가자고 말함.
- 53 - 바름은 재현과 FPS 게임을 하며 두근거림을 느낌. 유연과 통화하던 상대가 유별로 밝혀짐.
- 54 - 재현은 바름과 더 게임을 하지 못한 것에 아쉬움을 느낌. 도은은 준혁과의 사진을 지우며 새로운 시작을 준비함. 하남은 도은이 일하는 카페에 새로운 직원으로 오게 됨.
- 55 - 바름은 재현과의 영화 약속으로 교수님의 제안을 거절함. 민석과 아름은 바쁜 일정 탓에 서로를 만날 시간이 줄어듬.
- 56 - 하남은 도은과 일하며 조금씩 거리를 좁힘. 바름은 재현에게 고백하기로 결심함.
- 57 - 재현은 편의점에서 일하고 있는 자신의 남동생 재윤을 발견함. 바름이 재현에게 고백하려고 하자 재현은 재윤 때문에 다 듣지 못하고 감.
- 58 - 재현은 동생이 편의점에서 일하는 이유가 생활고 때문인 것을 알고 괴로워함. 유연은 바름에게 고백하려고 결심함.
- 59 - 바름은 우울한 기분을 티내지 않으려고 평소보다 더 열심히 동아리에 임함. 그런 바름이 신경쓰인 유연은 바름에게 같이 술마시자고 제안함.
- 60 - 유연과 바름은 술에서 깨기 위해 놀이터에 감. 유연은 바름이 좋다고 고백식의 말을 함.
- 61 - 유연의 말에 재현을 떠올린 바름은 연애를 하지 않겠다고 선언함. 재현은 민석과 만남.
- 62 - 민석은 재현에게 아름과의 관계가 지친다고 털어놓음. 바름은 조금씩 재현에 대한 마음을 정리해나감. 도은과 바름은 랜덤 소개팅을 나가기로 함.
- 63 - 바름과 도은은 축제 부스를 구경하다가 학과 부스 일을 도와주게 됨. 유연은 바름에게 제대로 고백하기 위해 소개팅에 나가기 전까지 자신과 놀자고 제안함.
- 64 - 아름은 축제 부스에서 민석과 마주치게 되고 헤어짐을 예견함. 그런 둘의 모습을 보면서 재현은 바름에게 미련을 가지지 않기로 결심함.
- 65 - 유연과 바름은 공포 체험관을 관람하러 감. 둘은 비명을 지르게 되면 상대방의 소원을 들어주는 내기를 함.
- 66 - 유연은 바름이 넘어질 뻔 하자 손을 잡아줌. 하남은 도은에게 기타 레슨을 해주겠다고 제안함. 도은은 우연히 준혁과 마주침.
- 67 - 도은은 준혁과의 일을 회상하며 덤덤하게 대화를 끝냄. 재현은 랜덤 소개팅에서 바름과 짝이 됨.
- 68 - 유연은 바름을 구해주려다가 넘어져서 다침. 바름은 재현에 대한 마음을 매듭짓기 위해서 재현에게 만나자고 함.
- 69 - 바름은 재현에게 제대로 고백함. 유연은 소원권으로 바름에게 다시 돌아오라고 말했고, 바름은 그 약속을 지킴.
- 70 - 유별은 편의점에서 알바하는 재윤에게 사탕을 건네주고 도망감. 재현은 속으로 바름에게 닿지 못할 고백을 함.
- 71 - 바름은 재현에게 차이고 후련해함. 유연은 바름에게 좋아한다고 고백함. 바름은 그런 유연을 어떻게 대해야할지 고민함.
- 72 - 바름은 나래와 서진이 사귀는 모습을 보고 충격 받음. 바름은 음료수를 뽑으러 가고 유연을 생각하며 딸기 음료를 고름. 유연은 그런 바름을 따라감.
- 73 - 바름은 유연에게 어떻게 대해야할지 모르겠다며 솔직하게 말함. 유연은 그런 바름에게 평소대로 대하라고 말함.
- 74 - 아름은 민석과 헤어진 마음을 달래기 위해 재현과 유연을 불러 술을 먹음.
- 75 - 바름은 동아리 종강 파티를 가는 길에 재현과 만나 같이 감. 재현과 같이 가는 내내 바름은 자신이 아무렇지도 않다는 것을 깨달음.
- 76 - 재현은 자신에게 아무 말도 해주지 않는 유연에 섭섭함을 느낌. 하남은 도은이 번호 따이는 장면을 목격함.
- 77 - 도은은 연애의 휴식기를 가지기로 결심함. 바름은 여름방학 플랜을 세우다가 유연이 하는 게임에 접속함.
- 78 - 유연은 바름과 PC방에서 게임 후 영화를 보러감.
- 79 - 바름은 계획 없이 즉흥적으로 유연과 노는 것에 즐거움을 느낌. 바름은 유별의 과외 선생님이 됨.
- 80 - 바름은 동아리 공모전 일정을 짜고 부원들에게 '정파고'라는 별명을 얻게 됨. 바름은 동아리 활동이 끝난 후, 고등학교 동창회에 감.
- 81 - 바름은 동창회에서 동준을 만나고, 동준이 학창 시절에 자신을 좋아했다는 것을 알게 됨. 바름은 자신의 성격에 대해 고민함.
- 82 - 바름은 유연의 정장 차림을 보고 묘한 거리감을 느낌. 바름은 스터디를 마치고 집으로 돌아가는 길에 아름을 만남.
- 83 - 아름은 재현과 하남, 바름과 함께 집에서 이야기를 나누며 스트레스를 해소함.
- 84 - 하남은 카페에서 알바를 하던 중 술 취한 손님에게 뺨을 맞음. 하남은 도은보고 자신을 의지하라고 말함.
- 85 - 바름은 과외를 하며 유별의 짝사랑 이야기를 들음. 과외를 진행하던 중 유연이 유별의 방으로 들어와 바름과 마주침.
- 86 - 유연은 바름과 생각치도 못하게 마주치자 설렘을 느낌. 유연은 떡볶이를 산다는 핑계로 바름을 집까지 데려다줌. 유연은 바름과 거리감을 느끼고 쓴 웃음을 지음.
- 87 - 바름은 유연과 재현을 떠올리며 자신의 감정에 대해 의문을 가짐. 바름네 동아리는 부산 게임 박람회에 가기 위해 모임.
- 88 - 동아리 부원들은 바름이 세운 일정표와 다르게 행동하고 싶어하고, 결국 각자의 취향대로 따로 다니게 됨. 바름은 계획에 연연해하는 자신을 한심하게 생각함.
- 89 - 게임 박람회에서 미아가 된 바름을 유연이 찾음. 바름은 유연을 보고 눈물을 터트리고, 유연은 바름을 데리고 도망감. 유연은 자신의 성격 때문에 낙담하는 바름을 위로해줌.
- 90 - 바름은 유연의 슬픈 표정을 볼 때마다 심장이 저릿한 것을 느낌. 유연은 위가 아픈 바름을 위해 위장 보호약을 챙겨줌.
- 91 - 자신을 챙겨주는 유연에게 혼란스런 감정을 느낀 바름은 용기내어 재현을 좋아하지 않는다고 전함. 유연은 그런 바름을 보고 혼란스러워함.
- 92 - 여름방학이 시작되고 도은은 일상에 현타를 느낌. 바름은 연애 계획을 세우는데 어려움을 느낌. 하남은 도은에게 데이트를 신청하기 위해 유연과 바름을 끌어들임.
- 93 - 동아리방에서 회의를 하면서 유연과 바름은 서로를 쳐다보며 설렘을 느낌.
- 94 - 유연은 바름에게 잘 보이기 위해 한여름에 긴팔을 입는 무리수를 둠. 예상과 다른 콘서트 장르에 넷이 당황함.
- 95 - 유연은 고백을 결심하고 바름의 흥미를 끌기 위해 고군분투함. 바름은 유연에게 고백하기 위해 별을 보러 가자고 함.
- 96 - 바름이 유연과 데이트하기 위해 철저한 계획을 세운 것을 보여줌. 바름은 자신의 계획과 다르게 흘러가는 상황에 울상을 지음.
- 97 - 하남은 탈수로 데이트 도중 기절함. 도은은 하남에게 자신을 좋아하냐고 물어봄. 유연은 우연히 도시의 야경이 보이는 장소를 알게 되고, 그 장소에서 바름에게 연애하자는 소리를 들음.
- 98 - 유연과 바름이 연애를 시작함. 도은은 하남과 선을 그으려 하지만 하남이 예상외로 담담한 반응을 보임.
- 99 - 유연과 바름은 서로 번갈아가면서 집에 바래다줌. 재현과 도은은 편의점에서 같이 술을 마시며 서로의 고민을 털어놓고 공감함. 도은은 기타를 배우기 위해 하남이 있는 밴드 동아리에 가입함.
- 100 - 유별은 재윤을 보러 편의점에 가고, 자신이 산 간식거리를 건네줌. 재윤은 그런 유별에게 레몬 사탕을 줌. 처음으로 반응해준 재윤을 보며 유별은 감격스러움을 느낌.
- 101 - 대학생의 연애는 활동적이어야 한다는 유별의 말에 바름은 유연과 함께 농활 체험 데이트를 함. 우연히 농활 체험을 하던 동준과 바름이 마주침.
- 102 - 누가봐도 바름을 좋아하는 동준의 모습을 본 유연은 자신을 바름의 남자친구라고 소개함. 동준은 다소 과하게 바름에게 호감을 표함.
- 103 - 동준의 첫사랑이 바름인 것을 알게 된 유연은 식겁하고 동준을 경계함.
- 104 - 동준은 친구라는 명분을 이용하여 바름에게 다가가려고 함.

## 단행본 목록
2019년, 5월부터 단행본으로 연재되기 시작했다.
| 권수 | 영컴(YOUNG COM) | 영컴(YOUNG COM)        |
| ---- | --------------- | ---------------------- |
| 권수 | 발매일          | ISBN                   |
| 1    | 2019.05.27      | ISBN 979-11-964942-7-8 |
| 2    | 2019.05.27      | ISBN 979-11-964942-8-5 |
| 3    | 2019.05.27      | ISBN 979-11-964942-9-2 |
| 4    | 2020.01.15      | ISBN 979-11-90153-19-5 |
| 5    | 2020.01.15      | ISBN 979-11-90153-20-1 |
| 6    | 2020.05.21      | ISBN 979-11-90153-27-0 |

## 평가
《바른연애 길잡이》는 연재 초기부터 퀄리티 높은 그림체와 공감가는 스토리로 꾸준히 화요일 웹툰의 상위권을 유지하고 있다.
특유의 아기자기한 그림체와 신선한 개그코드로 매번 보는 재미가 있다. 무엇보다 남주 후보 두 명 중 누구와 이어질 지 예측하면서 볼 수 있다는 점이 흥미롭다.
여느 웹툰들처럼 주인공 사이를 방해하는 장애물이 등장하지 않아 보는 데 불편함이 없다. 본디 연애물은 주인공들이 서로 이어지면 흥미가 떨어지기 마련인데 이 점을 보완하고자 새로운 인물을 등장시켜 전개의 흥미진진함을 더했다.